# 新卡爾比夫卡
47°42′6″N 30°19′18″E / 47.70167°N 30.32167°E
新卡爾比夫卡（烏克蘭語：Новокарбівка）是位於烏克蘭西南部的村莊，由敖德萨州波季利斯克区的柳巴希夫卡市鎮負責管轄。該村始建於1835年，面積0.69平方公里，海拔高度89米，2001年人口381，人口密度每平方公里554.59人。